# Dionysios von Herakleia (Aulet)
Dionysios von Herakleia war ein antiker griechischer Aulet (der Aulos war ein Blasinstrument der Antike, eine Art Doppeloboe) des 4. Jahrhunderts v. Chr.
Dionysios stammte aus Herakleia, wobei unklar ist, welches Herakleia gemeint ist. Dionysios begleitete offenbar den makedonischen König Alexander den Großen auf seinem Feldzug gegen Persien. Der Historiker Chares von Mytilene berichtet, Dionysios habe bei der Massenhochzeit von Susa, bei der Alexander sich selbst und viele seiner Generäle mit persischen Adligen verheiratete, die Flöte gespielt. Die Hochzeit fand an fünf Tagen im Frühjahr 324 v. Chr. in der persischen Großstadt Susa statt und diente dazu, Makedonen und Perser näher zu verbinden, um Alexanders Herrschaft in seinem neu eroberten Großreich zu sichern. Mehr ist über Dionysios nicht bekannt.